# Hechendorf (Roßleben-Wiehe)
Hechendorf ist ein Ortsteil der Stadt und Landgemeinde Roßleben-Wiehe in Thüringen.

## Lage
Die Ortslage von Hechendorf befindet sich etwa 40 Kilometer (Luftlinie) östlich der Kreisstadt Sondershausen und zwei Kilometer nördlich der Kernstadt Wiehe auf der Ostseite des Höhenzuges Hohe Schrecke. Neben dem ältesten Bauernhof Thüringens besteht Hechendorf aus dem Stiftungsgut (großes Haus), den bäuerlichen Nebengebäuden sowie landwirtschaftlichen Gebäuden zur Viehhaltung und Fahrzeugaufbewahrung. Daneben existieren einige Wohngebäude. Die Bodenkennziffern der Gemarkung weisen durchschnittliche Bodenzahlen auf.

## Geschichte
Zu Beginn des 9. Jahrhunderts wurde Hechendorf in einem Verzeichnis der Güter des vom Erzbischof Lullus († 786) von Mainz erbauten Klosters Hersfeld urkundlich erwähnt. Ab 1144 kam der Ort schrittweise in den Besitz des Klosters Pforta. Nach dessen Säkularisation im Jahr 1540 gehörte Hechendorf als Exklave von 1543 bis 1815 zum kursächsischen Amt Pforta. Durch die Beschlüsse des Wiener Kongresses kam der Ort zu Preußen und wurde 1816 dem Landkreis Eckartsberga im Regierungsbezirk Merseburg der Provinz Sachsen zugeteilt, zu dem er bis 1944 gehörte. Die zwei Pachthöfe des Vorwerks Hechendorf wurden 1830 vereint und als Gut bewirtschaftet. Nach dem Zweiten Weltkrieg wurde das Gut in Volkseigentum umgewandelt und vom Volksgut Memleben bewirtschaftet. Im Zuge der Kreisreform der DDR am 25. Juli 1952 kam Hechendorf an den Kreis Artern, mit dem es 1990 zum Freistaat Thüringen kam und 1994 im Kyffhäuserkreis aufging.

## Kultur und Sehenswürdigkeiten
- Hechendorf ist ein Stiftungsgut und gehört der traditionsreichen Schule „Schulpforte“ bei Bad Kösen in Sachsen-Anhalt.
- In der Flur in Richtung Wiehe befindet sich ein Obelisk als Gedenkstein für den Historiker Leopold von Ranke (1795–1886), der hier geboren wurde.

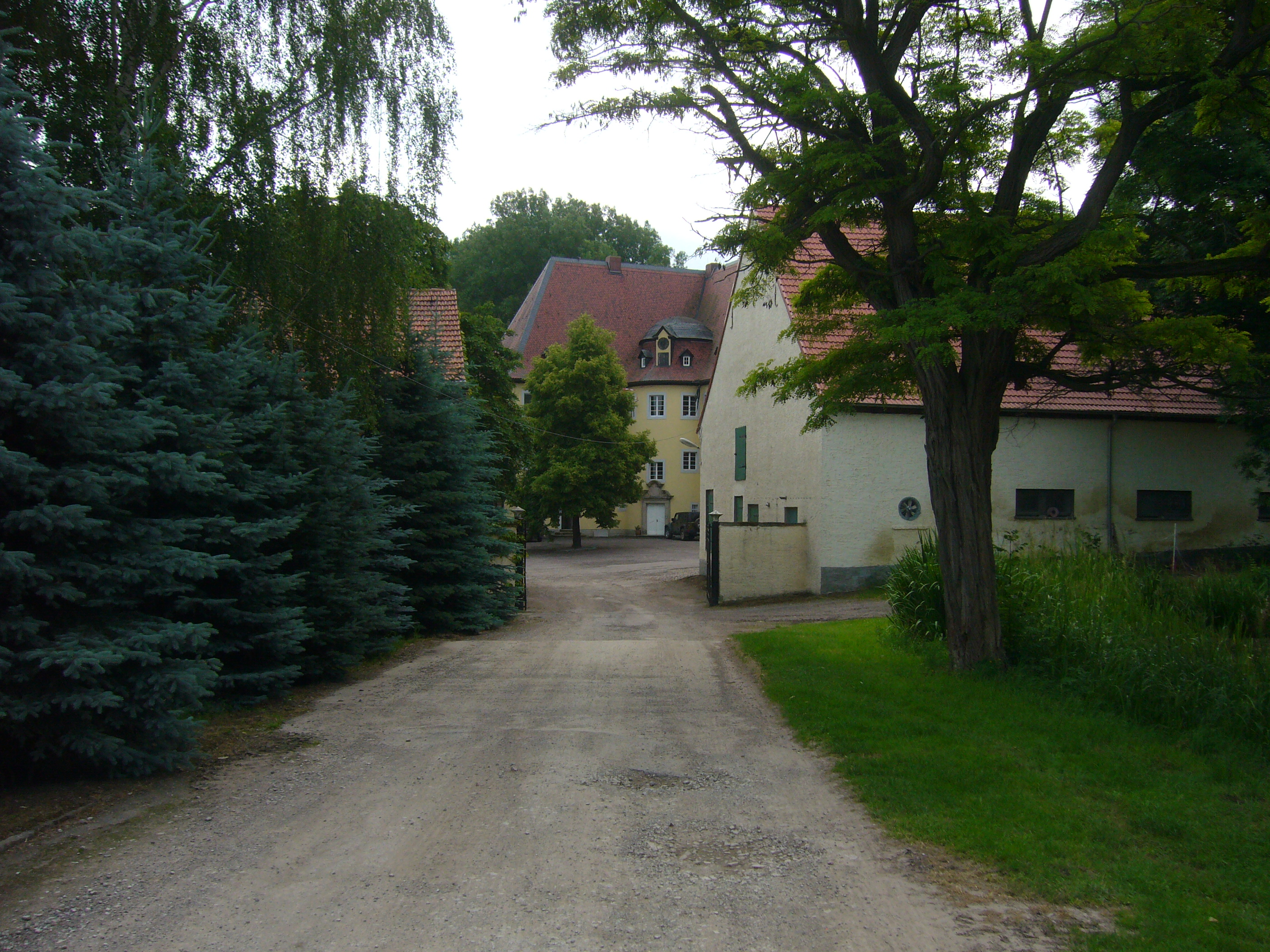
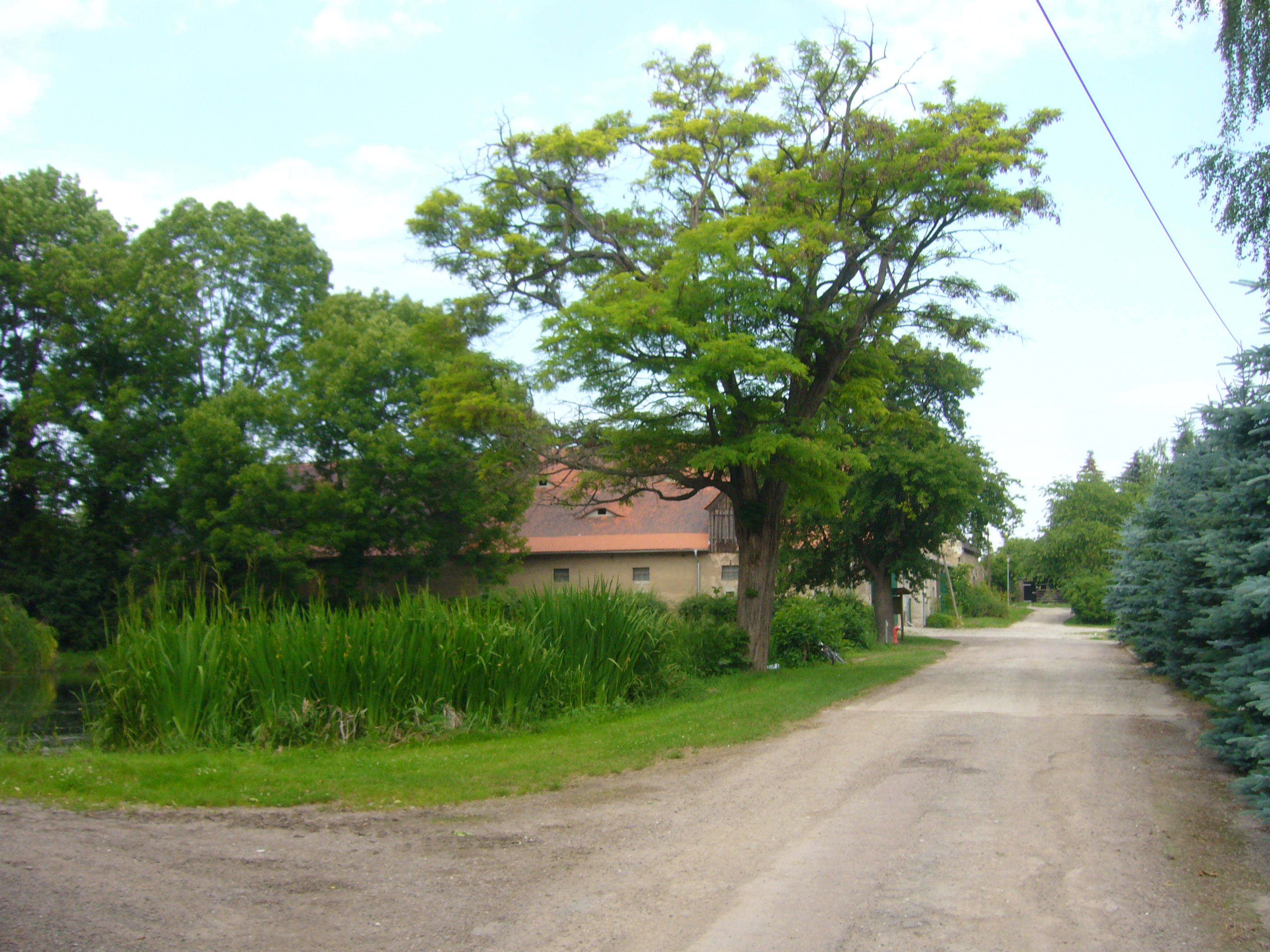
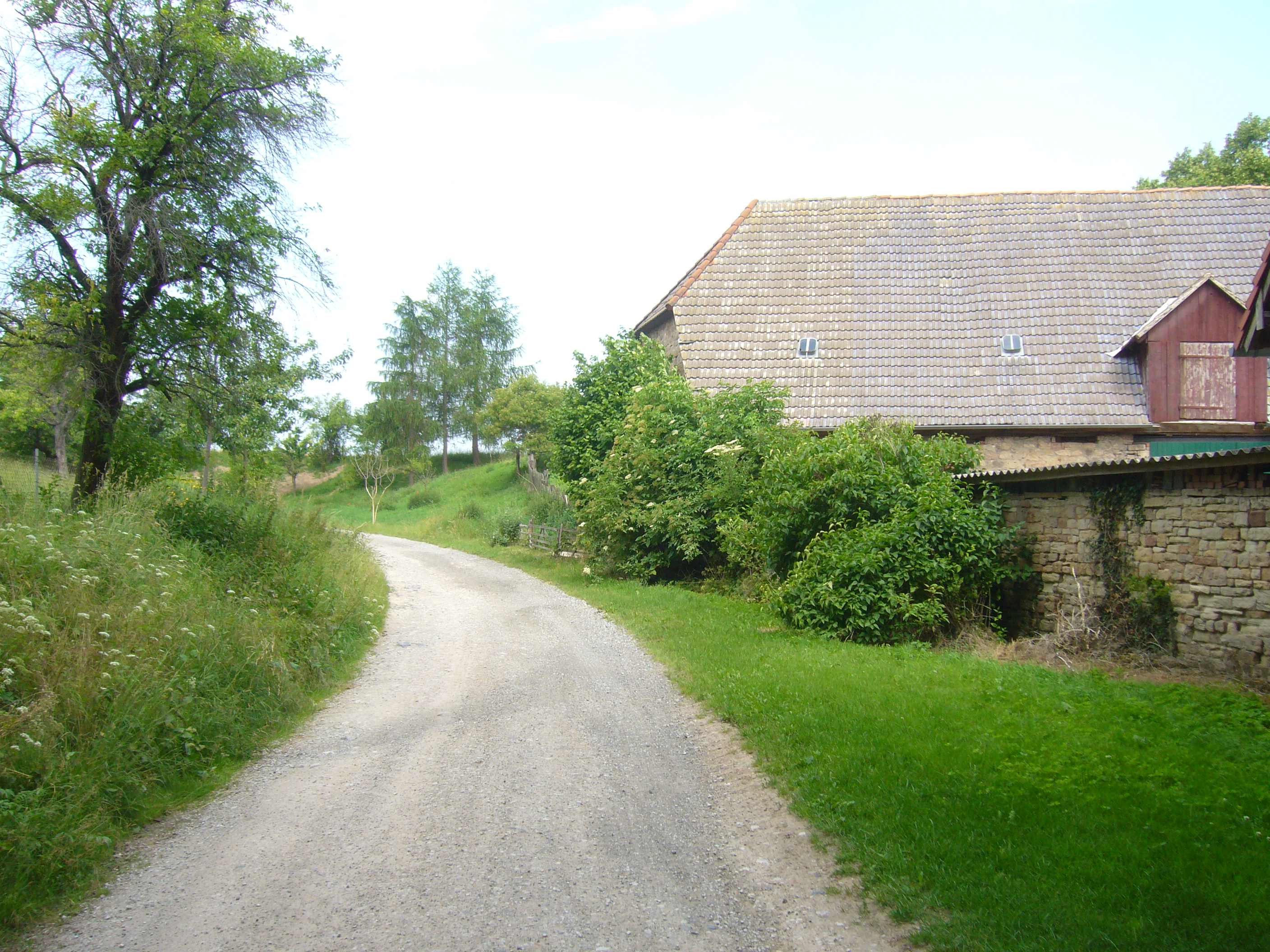
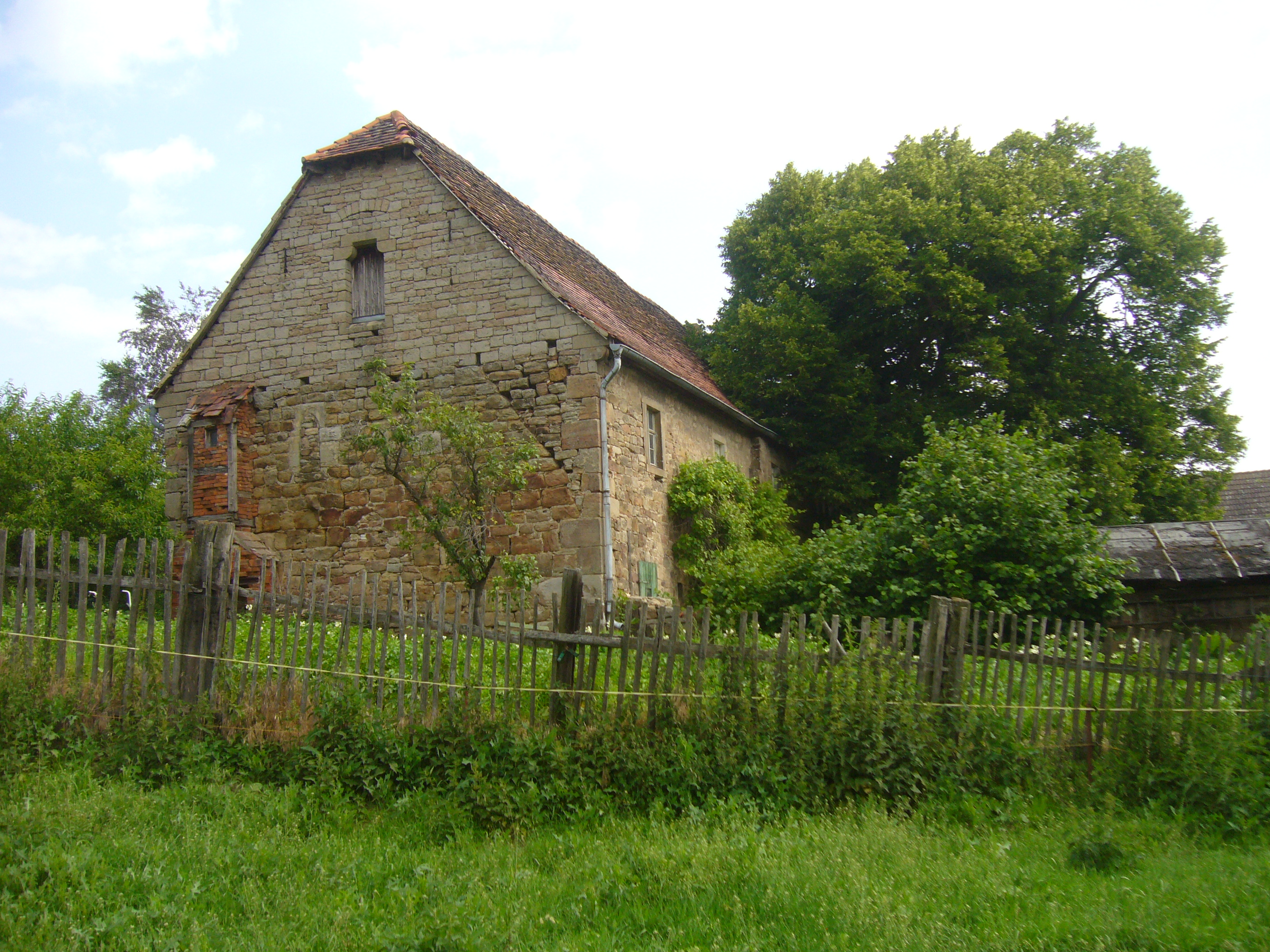